# Avaliação documental
A avaliação documental é uma função essencial para o ciclo de vida documental (Ciclo vital dos documentos), na medida em que define quais documentos serão preservados para fins administrativos ou de pesquisa e em que momentos poderão ser eliminados ou mantidos permanentemente, segundo o valor e o potencial de uso que apresentam para a administração que os gerou e para a sociedade. Esta função está intimamente relacionada com a função arquivística de classificação documental, de modo que a arquivística contemporânea conduz ao entendimento de que a avaliação documental só será possível após a efetiva classificação dos documentos.(Faria, 2006, p.34)
Para Couture et al (1999, p.17), a avaliação documental é o ato de julgar os valores dos documentos arquivísticos (valor primário e valor secundário) e de decidir sobre os períodos de tempo em que os valores se aplicam a esses documentos, dentro de um contexto de relação entre o organismo produtor e os documentos arquivísticos gerados no desenvolvimento de suas atividades. 
De acordo com Wadson Faria (2006), o esforço de depuração e racionalização do conjunto de documentos (arquivo) de uma instituição ou pessoa física por meio da função arquivística de avaliação gera, na maioria dos casos, um instrumento de gestão arquivística denominado Tabela de Temporalidade Documental - TTD. Portanto, a tabela de temporalidade é o instrumento desenvolvido por arquivistas para auxiliar na transferência, no descarte e na migração do suporte dos documentos da instituição, com vistas à racionalização do espaço físico e para facilitar a gestão dos documentos essenciais ao funcionamento da organização e à pesquisa informacional; ela traduz o conhecimento dos gestores sobre os prazos de guardas dos documentos arquivísticos da instituição.(Faria, 2006, p.35)

## Legislação arquivística brasileira
- Lei nº 8.159, de 08/01/1991 - Dispõe sobre a política nacional de arquivos públicos e privados e dá outras providências. Regulamentada pelo Decreto nº 4.073, de 03/01/2002
- Lei nº 5.433, de 08/05/1968 - Regula a microfilmagem de documentos oficiais e dá outras providências. Regulamentada pelo Decreto nº 1.799, de 30/01/1996
- Decreto nº 4.553, de 27/12/2002 - Dispõe sobre a salvaguarda de dados, informações, documentos e materiais sigilosos de interesse da segurança da sociedade e do Estado, no âmbito da Administração Pública Federal, e dá outras providências.
- Decreto nº 4.915, de 12/12/2003 - Dispõe sobre o Sistema de Gestão de Documentos de Arquivo - SIGA, da administração pública federal, e dá outras providências.